# Anima (jeu de cartes)
Pour les articles homonymes, voir Anima (homonymie).
Anima est un jeu de cartes qui a pour but d'accomplir des missions grâce à un groupe de personnage. Le cadre du jeu est Gaïa, l'univers du jeu de rôle Anima:Beyond Fantasy.
Au jeu de base, Anima: L'ombre d'Oméga, s'est ajouté une extension également jouable séparément du jeu de base, appelée Anima: Au-delà du Bien et du Mal. Elle reprend tous les principes du jeu de base en lui ajoutant celui de personnages d'élite spéciaux dits Arcane, de cartes avantages Pièges et d'une crise pendant la mission finale. Une dernière extension devrait clore la trilogie, et devrait s'appeler Anima: le Crépuscule des Dieux.

## Description
Une partie dure à peu près une demi-heure par personne. C'est un jeu collectif où de 2 à 5 joueurs peuvent s'opposer.
Une partie se décompose en tours de jeu décomposés en plusieurs phases. Durant chacune de ces phases, chaque joueur accomplit un type d'action précis.
Le jeu de base comme son extension sont composés de 110 cartes divisées en 5 catégories ainsi que de deux dés à six faces (un à six et un à dix dans l'extension). La boîte contient aussi cinq jetons de couleurs différentes, appelés marqueurs, qui servent à symboliser les groupes et à noter leur position sur les terres en exploration.
D'autres marqueurs s'avèrent nécessaires pour noter les bonus qu'obtiennent les personnages en se reposant ou en réussissant leurs missions.

## Les cartes
Les 5 catégories différentes sont:
- les cartes personnages;
- les cartes avantages;
- les cartes rencontres;
- les cartes zones;
- les cartes missions.

### Les cartes personnages
Il y a 20 cartes différentes de personnages avec leurs spécificités dans le jeu de base, 12 personnage normaux et 5 d'élite dans l'extension.
Au début du jeu, chaque joueur ne possède qu'un personnage. Il peut recruter jusqu'à trois personnages supplémentaires à partir de zones spécifiques. Dans l'extension, le 4e personnage doit être une Arcane, et l'on ne peut avoir qu'une seule Arcane dans l'équipe.
Sur une carte personnage on trouve:
- son nom ;
- une image de la personne, dans un style manga ;
- sa puissance d'attaque, qui est symbolisée par une épée (avec en dessous sa valeur) ;
- sa vitesse, symbolisée par une aile (avec une valeur en dessous) ;
- sa catégorie (masculin/féminin) ;
- une capacité spéciale pour certains ;
- les compétences qu'il peut posséder : un masque pour la ruse, un glyphe pour la magie et l'énergie pour le ki.

Le groupe a une valeur d'attaque et une valeur de vitesse, sommes des valeurs de ses membres. Lorsque l'on utilise une capacité spéciale ou une carte avantage de type compétence avec un personnage, on incline la carte d'un quart de tour pour montrer qu'on ne peut plus utiliser de capacité ou de compétence.

### Les cartes avantages
Elles sont au nombre de 34 dans le jeu de base et 36 dans l'extension. On en récupère en explorant des zones. On ne peut en posséder que 5, maximum, en main. Le personnage Pirate de l'extension permet d'en posséder une supplémentaire.
Il y en a 2 types :
- complot, qui ne nécessite pas d'incliner la carte de personnage, certaines peuvent rester en jeu ; ce sont principalement les Organisations dans le jeu de base, les Pièges, Incidents et Factions dans l'extension ;
- compétence, qui peut être de types ruse, magie ou ki, et qui nécessite d'incliner la carte de personnage avec lequel on l'utilise.

Sur la carte figure : le nom de l'avantage, une illustration, le nom de la phase où l'on peut l'utiliser, le symbole du type d'avantage (un livre pour complot, un masque pour ruse, un glyphe pour magie ou l'énergie pour ki) et la description de l'avantage.
On ne peut pas poser deux fois la même carte même si un effet dit de la reprendre. Une carte ne peut être utilisée qu'une seule fois par tour.

### Les cartes rencontres
On a 29 cartes différentes dans le jeu de base comme dans l'extension. On peut diviser les cartes rencontres en 2 types : événement et créature.
Les cartes événements sont composées d'une illustration, de son niveau de zone, du nom de l'événement et ses effets.
Les cartes créatures sont, quant à elles, composées d'une illustration, du nom de la créature, de son niveau de zone, de la valeur d'attaque, et des effets spéciaux de la créature et sa nature.
Le niveau de zone, pouvant être 1, 2 ou 3, définit la zone où l'on peut trouver la créature. Par exemple, une rencontre de niveau 3 est considérée comme une fausse alerte dans une zone de niveau 1 ou 2.
On pose une carte rencontre face cachée quand on met une nouvelle carte zone en jeu.
On ne peut pas poser 2 fois la même carte même si un effet dit de la reprendre, on ne peut utiliser une carte qu'une seule fois par tour.

### Les cartes zones
Elles sont au nombre de 14 dans le jeu de base et 15 dans l'extension.
La carte est faite du nom de la zone, d'une illustration du lieu. Sur la gauche, il y a la table d'exploration où l'on peut voir les jets de dés qui ne conduisent à rien, une ou plusieurs rencontres et un bonus ou malus selon certains lieux. Il y a aussi le niveau de la zone, ses caractéristiques spéciales ainsi que les récompenses de la zone.
Dans certaines zones, en haut de la table d'exploration, peut apparaître une bourse. Ce symbole signifie que deux joueurs dans la zone peuvent échanger des cartes avantages.
Les récompenses peuvent être une ou plusieurs cartes avantages, de recruter un personnage si la zone le permet, de faire une mission ou une caractéristique spéciale de la zone.

### Les cartes missions
Enfin, les cartes missions sont au nombre de 13 dans le jeu de base comme dans l'extension. Celles-ci ne sont composées que de texte pour nous indiquer la mission que l'on doit faire.
Il y a deux types de missions : les missions basiques, au nombre de 10, et les missions finales.
Les missions basiques réussies apportent un bonus en vitesse ou en attaque pour le groupe. Le premier joueur à avoir fini une ou deux missions basiques met en place une carte mission finale pour tous les joueurs. Le premier à finir une mission finale gagne la partie. Dans l'extension, les missions finales doivent être réalisées en un nombre limité de tours, indiqué sur la carte, faute de quoi ils devront immédiatement faire front à une épreuve plus difficile que celle de la mission d'origine, où seules les équipes ayant déjà réussi une de leurs missions pourront participer, les autres étant disqualifiées d'office.